# Michaela Blyde
Michaela Blyde (New Plymouth, 29 december 1995) is een Nieuw-Zeelands rugbyspeler.

## Carrière
In 2018 werd zij samen met haar ploeggenoten in San Francisco wereldkampioen Rugby Seven.
Blyde won met de ploeg van Nieuw-Zeeland tijdens de Olympische Zomerspelen van Tokio de olympische gouden medaille. Blyde maakte zeven try’s waaronder één in de finale.

## Erelijst

### Rugby Seven
- Gemenebestspelen  2018
- Wereldkampioenschap  2018
- Olympische Zomerspelen:  2021